# Escola Caritat Serinyana
L'Escola Caritat Serinyana és una obra noucentista de Cadaqués (Alt Empordà) inclosa a l'Inventari del Patrimoni Arquitectònic de Catalunya.

## Descripció
Està situada dins del nucli urbà de la població, al nord-est del nucli més antic, al carrer Sol de l'Engirol. L'edifici esta format per dos cossos simètrics i amb una torre central. Presenten planta baixa i coberta plana, i cinc finestres verticals agrupades formant un arc rebaixat. La torre central també té planta baixa i pis, repetint el motiu de les finestres dels cossos laterals. Al capdamunt hi corona una cornisa amb un escut esculpit.

## Història
A Cadaqués ja existien unes escoles unitàries, amb intenció de convertir-les en graduades.
L'escola va ser projectada per l'arquitecte Antoni Farrés Aymerich i el 29 d'agost del 1917 es va fer el lliurament oficial. Es va poder construir per honorar la memòria de Caritat Serinyana i Rubies, a partir de la donació econòmica del seu vidu, Frederic Rahola i Trémols, i d'un solar per part de Josep Francesch i Serinyana.
De l'any 1929 es coneix un projecte de Josep Esteve per a Escola de Nens que no es va dur a terme.
L'escola inicialment només van ser per noies fins al 1968 quan es va convertir en mixta. Va ser ampliada i remodelada pels arquitectes Assumpció Alonso i Benet Cervera i Flotats en els anys vuitanta. I de nou entre 2006-2007.
El 2017 va celebrar el seu centenari.